# Сегетальна рослинність

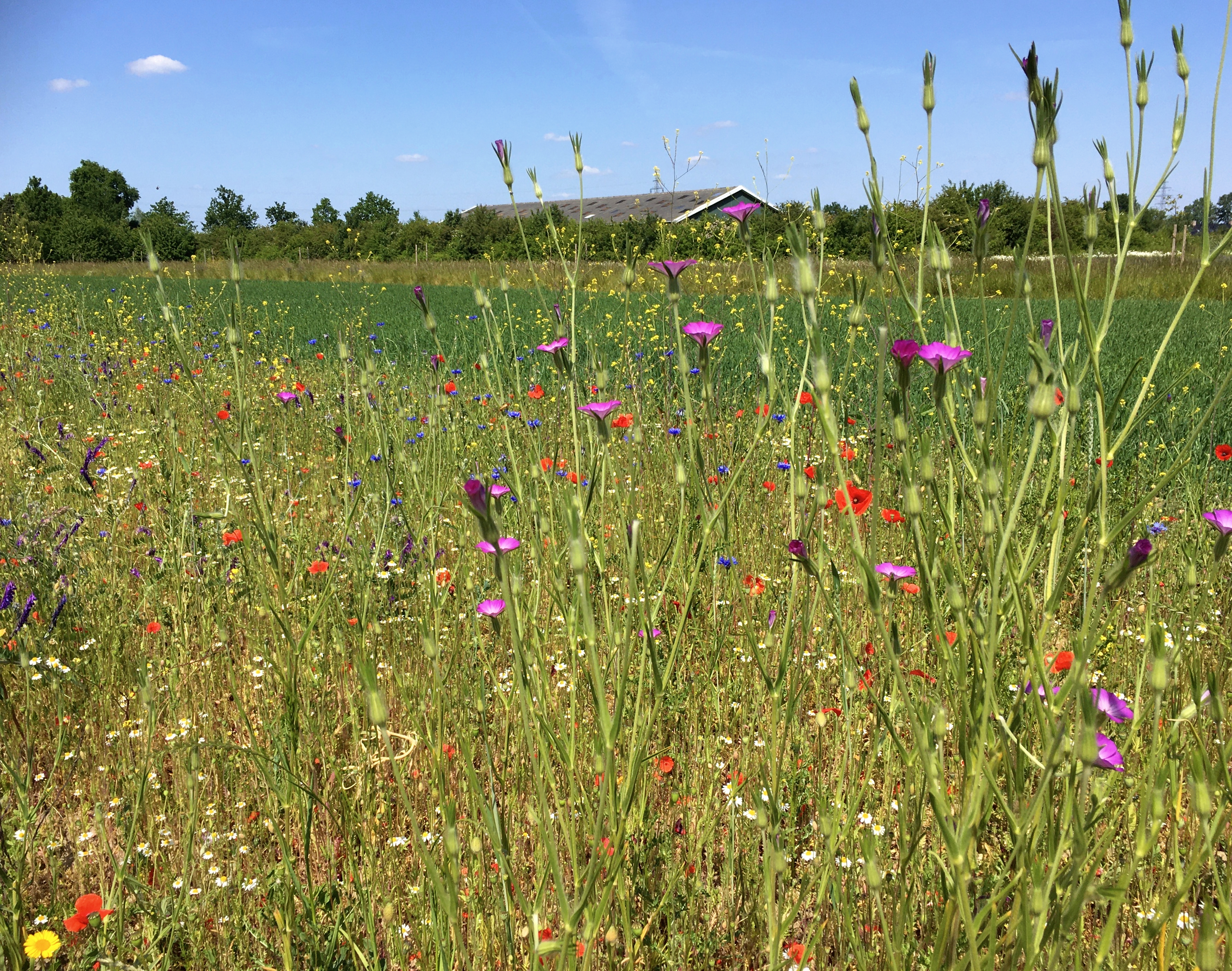
Кукіль звичайний та інші польові бур'яни

Сегета́льні росли́ни (англ. segetal plants, від лат. segetalis — «той, що росте серед хлібів») — рослини, які пристосовані до умов оранки та спільного зростання з культурними рослинами. Найпоширенішими сегетальними видами в агроценозах України є мишій зелений, мишій сизий, лобода біла, плоскуха звичайна, щириця загнута, гірчиця польова тощо. Сегетальні види формують травостій в агроценозах, який слугує місцем для розмноження й виведення потомства диким тваринам та птахам, урізноманітнює їхню харчову базу, створює мікроклімат, який необхідний для безхребетних тварин тощо. Водночас сегетальні рослини знижують продуктивність сільськогосподарських культур через конкуренцію з ними за воду, світло та поживні речовини, а також вони є резерватами збудників інфекційних захворювань цих культур.